# Новосядлий Богдан Теодорович

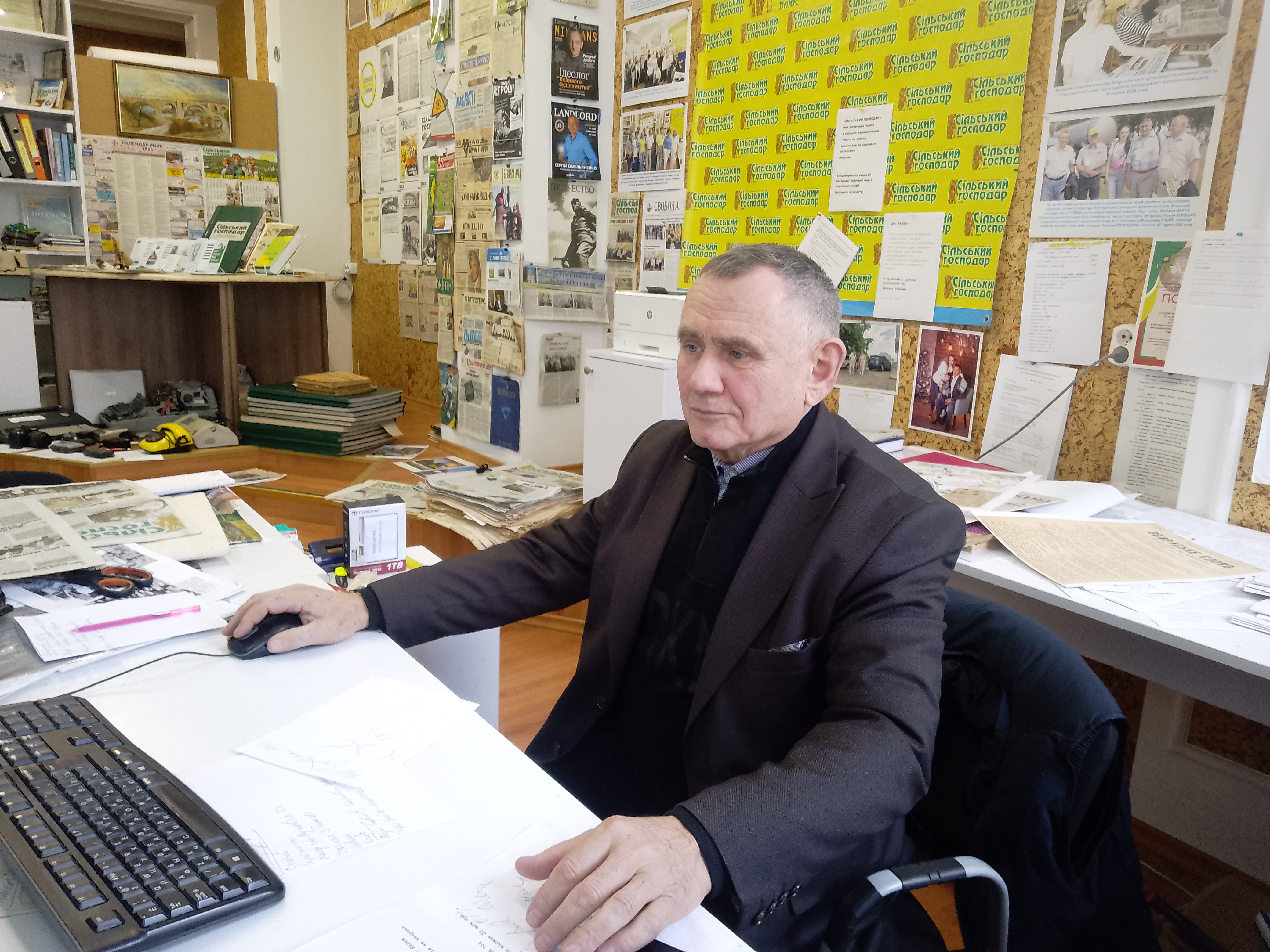
В редакції "Сільського господаря"

Богда́н Теодо́рович Новося́длий (псевд.: Тарас Богданюк; нар. 12 травня 1956, с. Буцнів, Україна) — український журналіст, публіцист, краєзнавець, редактор. Член НСЖУ (1982). Заслужений журналіст України (2014).

## Життєпис
Богдан Теодорович Новосядлий народився 12 травня 1956 року в селі Буцневі Тернопільського району Тернопільської області, нині Україна.
Закінчив факультет журналістики Львівського університету (1982, нині національний університет).
У 1980—1990 роках — кореспондент тернопільської районної газети «Подільське слово», редактор газет «Промінь», «Студентський вісник», «Педагогічний вісник», журналів «Ватра — рекламна і ділова інформація», «Вісник фонду Олександра Смакули», літературний редактор газети «Божий сіяч» Тернопільсько-Зборівської архієпархії УГКЦ.
Від 1996 року — завідувач відділу газети «Свобода», від 1999 — шеф-редактор газети «Нова оселя» (всі — м. Тернопіль).
У 2005—2007 роках — редактор газети «Свобода», у 2008—2016 — заступник редактора цієї ж газети.
Від квітня 2017 — головний редактор газети «Сільський господар плюс».
З травня 2024 року шеф-редактор художньо-аналітичного альманаху «Кременецький культурний контекст».
Член Наукового товариства імені Тараса Шевченка (від 2005).

## Доробок
Автор численних публікацій в українській і зарубіжній періодиці, редактор низки наукових, історичних та літературознавчих праць.
Автор історико-краєзнавчих нарисів:
- Буцнів — село над Серетом: іст.-краєзн. нарис 400-літтю заснування прабатьківської церкви присвячується // Б. Новосядлий. — Т.: Оперативний друк, 1998. — 216 c.
- Буцнів. Екскурс у минуле на хвилях любові: Іст.-краєзн. нарис // Б. Новосядлий. — 2-е вид., перероб. і доп. — Т.: Джура, 2006. — 296 с.

## Нагороди і відзнаки
Переможець всеукраїнських конкурсів журналістської майстерності «Соціальний захист-99» (1999) та Міжнародної фінансової корпорації (2000).
Срібна медаль «Нестор-літописець» (2000).
У 2014 році Указом Президента України Богданові Новосядлому надано звання «Заслужений журналіст України».
«Людина року–2014» на Тернопільщині.

## Світлини

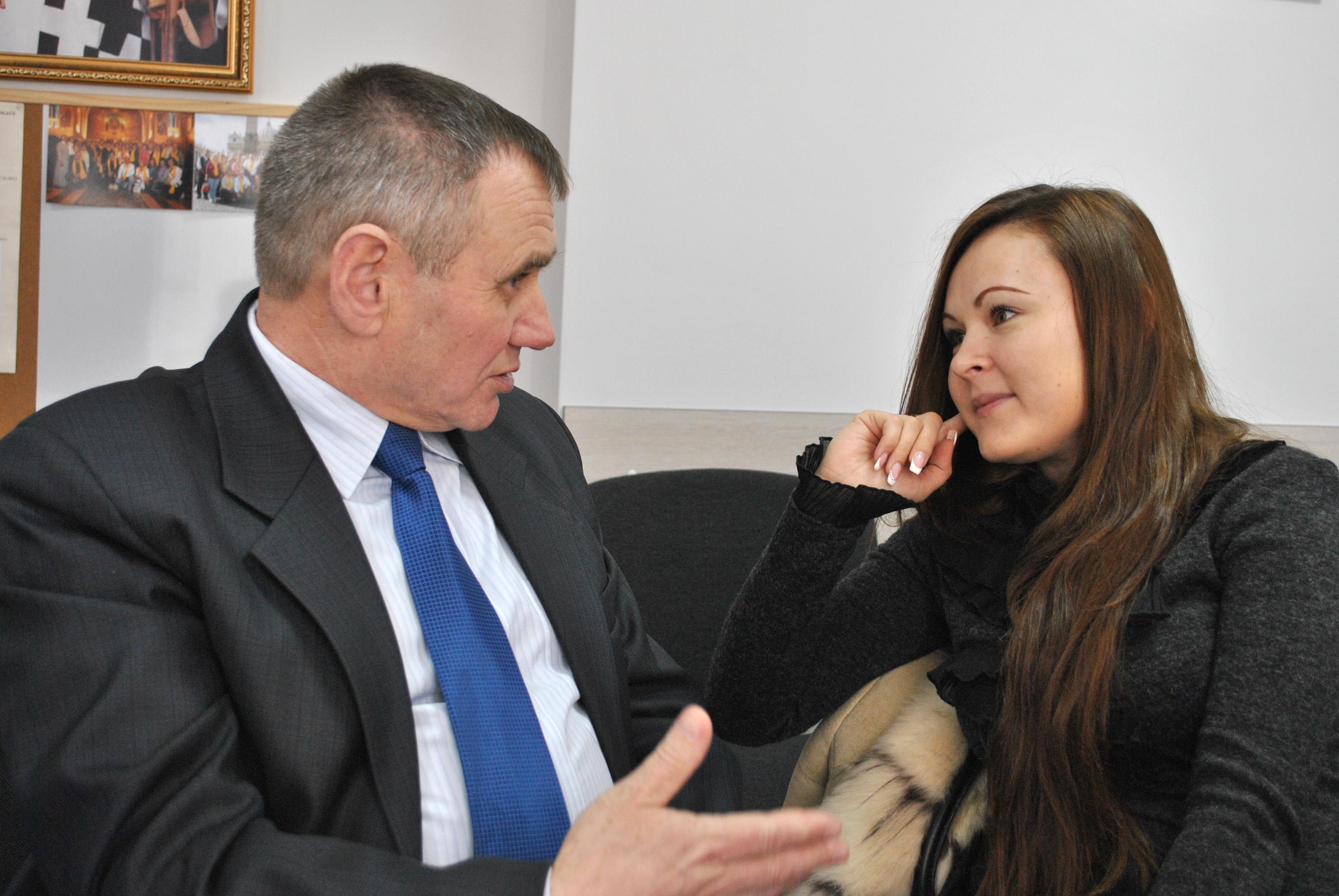
Тернопільські журналісти Богдан Новосядлий та Інна Сирник
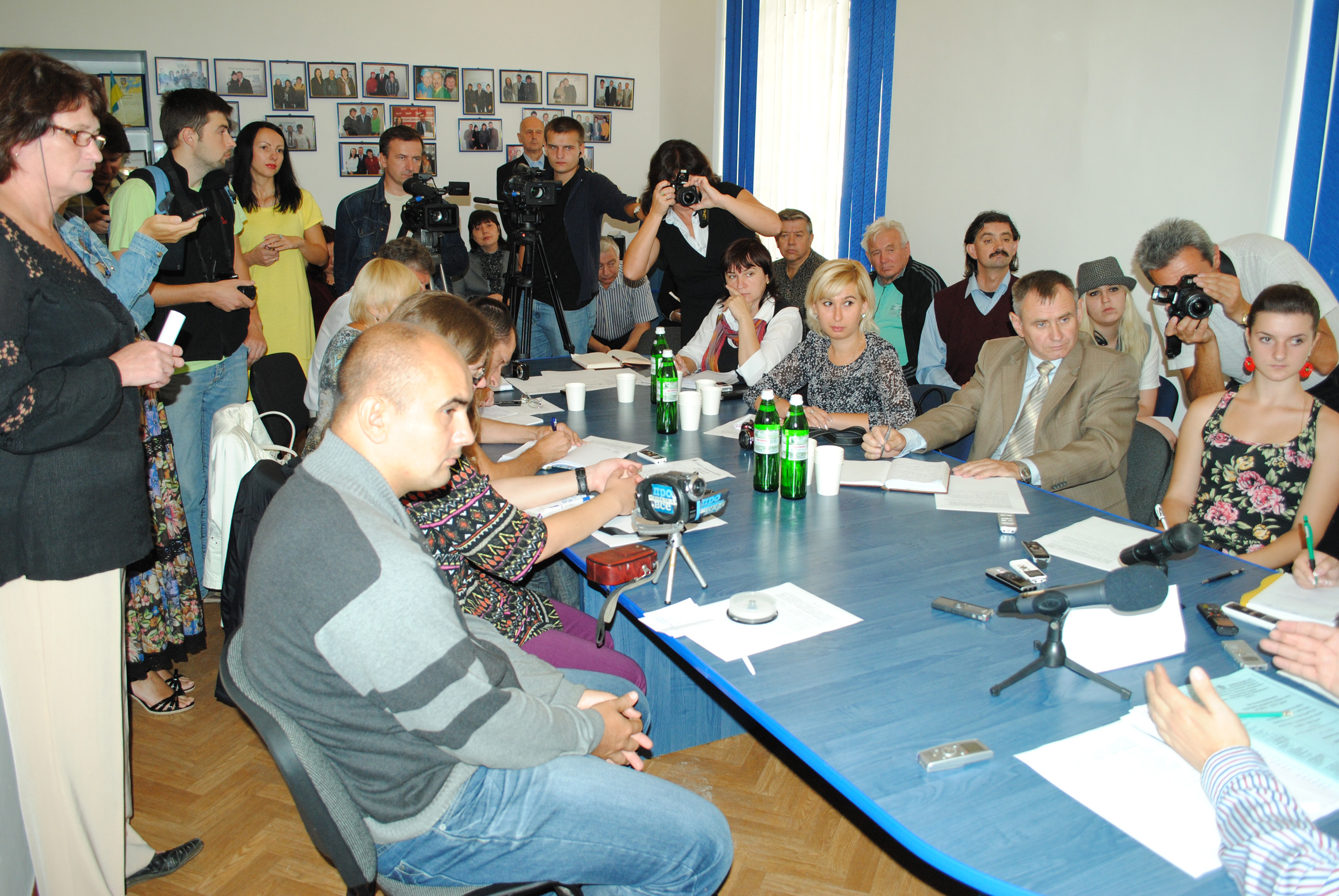
Тернопільські журналісти на прес-конференції у Тернопільському прес-клубі
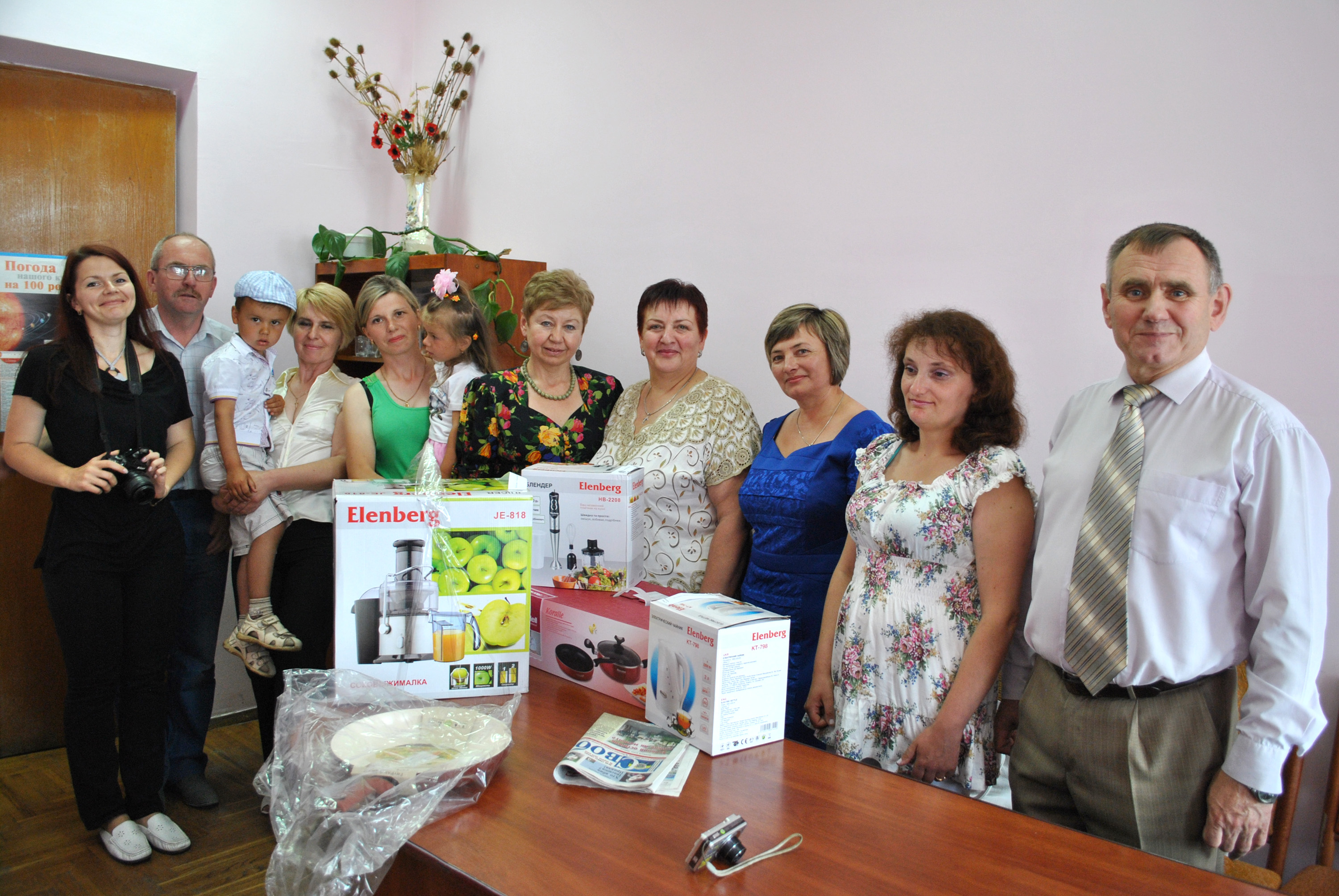
Вручення призів читачам-переможцям газети «Свобода»
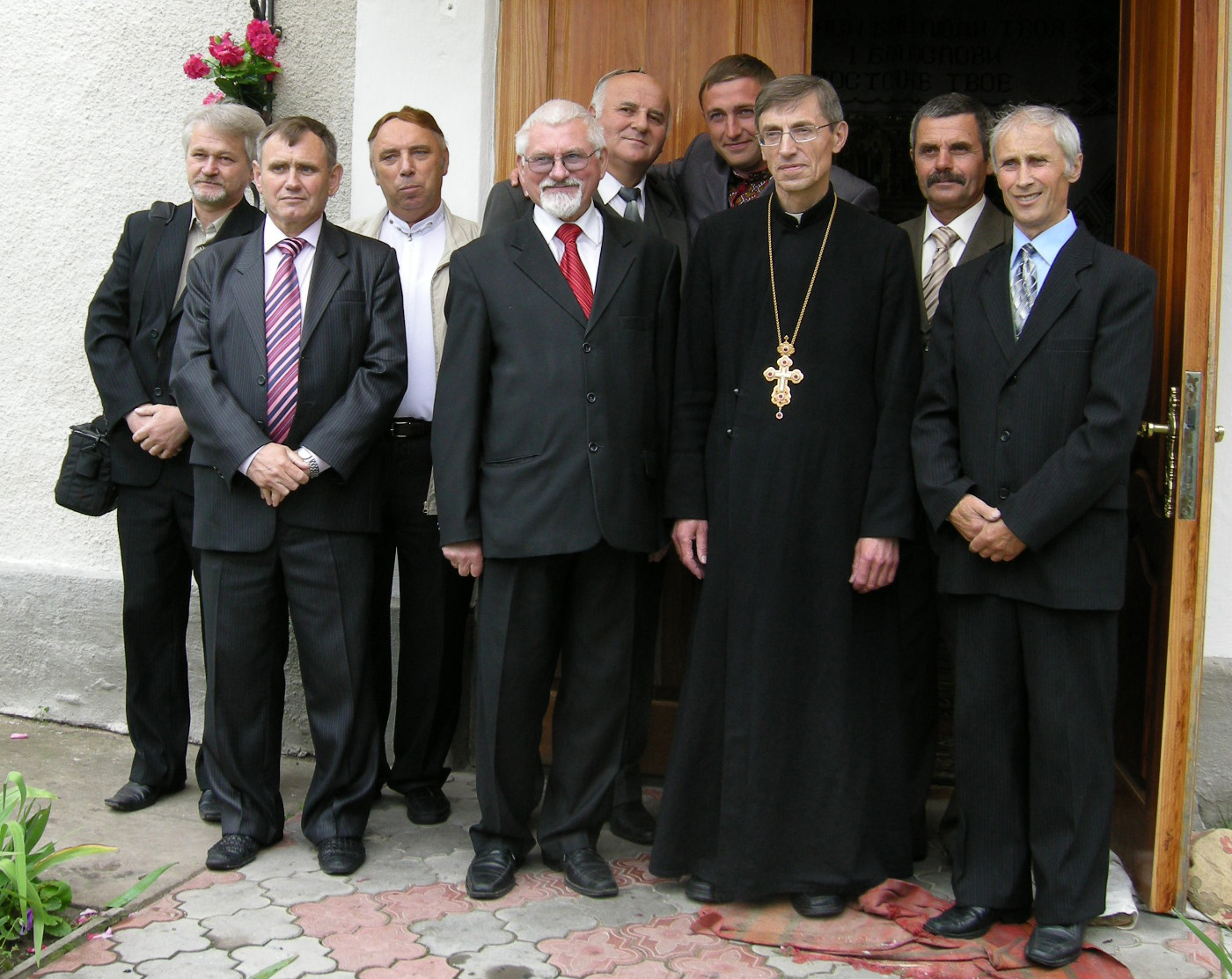
Богдан Новосядлий (другий зліва) на ювілеї о. Ореста Глубіша в с. Івачів Горішній 21.06.2009